# Astroscopus
Astroscopus es un género de peces actinopeterigios marinos, distribuidos por costas del oeste del océano Atlántico y del océano Pacífico.

## Especies
Existen cuatro especies reconocidas en este género:
- Astroscopus guttatus Abbott, 1860
- Astroscopus sexspinosus (Steindachner, 1876)
- Astroscopus y-graecum (Cuvier, 1829)
- Astroscopus zephyreus Gilbert y Starks, 1897

Además de una especie extinta del Mioceno:
- † Astroscopus countermani Carnevale, Godfrey y Pietsch, 2011